# Ante Ćorić
Ante Ćorić (Zagreb, 14 de abril de 1997) es un futbolista croata, juega como centrocampista y su equipo es el Ħamrun Spartans F. C. de la Premier League de Malta.
Es también internacional absoluto con la selección croata. Inició su carrera deportiva en las categorías inferiores del club azul, luego de unirse a la edad de nueve años, debutando profesionalmente en 2014. Con el club Dinamo Zagreb ha obtenido cinco títulos a nivel nacional (tres ligas y dos copas croatas). Con la selección nacional ha participado en una Eurocopa (2016), pero no disputó ningún partido.
En el año 2014, el medio Goal.com lo incluyó en la lista de los 50 mejores futbolistas sub-18 del mundo y el siguiente año fue proclamado como Esperanza del año para la Federación Croata de Fútbol.

## Trayectoria

### Inicios
Ćorić nació en Zagreb, hijo de padres herzegovinos. Su padre, Miljenko, es un gerente de fútbol en el área de Zagreb. Ćorić comenzó a jugar fútbol a los cinco años en NK Hrvatski Dragovoljac, y a los nueve años de edad, entró en las categorías inferiores del NK Inter Zaprešić. Luego, en 2009, se unió a la academia juvenil del Red Bull Salzburg, a pesar del interés de diversos clubes importantes como el Bayern de Múnich, Chelsea y F. C. Barcelona. Al unirse al club, Ćorić comentó:

Quería convertirme en un jugador del Red Bull Salzburg porque mis compañeros de equipo aquí son mejores que los jugadores de la misma edad en cualquier otro lugar. Nos entrenamos mejor y con más frecuencia que otros.
Ante Ćorić

En 2013, después de cuatro años en Salzburgo, Ćorić regresó a Croacia y firmó con el Dinamo Zagreb por una cuota de 900 000 euros.

### Dinamo Zagreb
El 16 de abril de 2014 hizo su debut profesional contra el RNK Split entrando en el segundo tiempo por Ivo Pinto. Diez días más tarde, se inició como titular en un empate 1-1 contra el NK Lokomotiva. El 10 de mayo de ese mismo año anotó su primer gol en una derrota por 2-1 ante el NK Istra 1961. El 18 de septiembre, Ante entró al campo de juego en el minuto 77 y anotó el quinto gol en el partido inaugural de la Liga Europea de la UEFA 2014-15 frente al FC Astra Giurgiu, convirtiéndose en el jugador más joven en anotar un tanto en la Liga Europea de la UEFA a la edad de 17 años y 157 días. En 2015, el periódico Večernji list le otorgó a Ćorić el premio Esperanza croata del año y también el premio al mejor jugador croata joven del año.
Acabaría la temporada anotando 3 goles y repartiendo 8 asistencias,disputando un total de 1156 en liga y 1544 en total a pesar de su corta edad.
La temporada 2015-16 sería la de su consagración como titular en el equipo de su país natal,marcando 4 goles y dando 5 asistencias.
También jugó algunos minutos en la Champions League,aunque escasos en comparación con los minutos en las competiciones domésticas.Sí jugaría de inicio en el último partido de la fase de grupos frente al Bayern,aunque después sería sustituido....
La 2016-17 seguiría contando con muchos minutos,aunque no se acabó de ganar la confianza de su técnico para disputar algunos partidos importantes.Sin embargo,sería la temporada que más minutos disputaría en la Champions....Coric ha empezó esa temporada mostrando sus mejores números de promedio,puede ser la que le brinde un salto a un grande de Europa y la que le haga ganarse más peso con la selección absoluta de su país.,donde la competencia es feroz.
Sigue siendo una de las esperanzas futbolísticas en su país.

### A. S. Roma
A finales de mayo de 2018 la A. S. Roma anunció su fichaje a razón de 6 millones de €. Un año más tarde se hizo oficial su cesión a la U. D. Almería de España. Dicha cesión incorporaba una opción de compra. Esta no se hizo efectiva y en octubre de 2020 fue prestado al VVV-Venlo neerlandés. En febrero de 2021 se canceló la cesión y se marchó lo que restaba de temporada al N. K. Olimpija Ljubljana. Para la campaña 2021-22 fue el F. C. Zürich quien se hizo con su cesión.

## Selección nacional

### Categorías inferiores
Ha sido parte de la selección de Croacia en las categorías inferiores sub-15, sub-16, sub-17, sub-18, sub-19 y sub-21.

#### Participaciones en categorías inferiores
| Competición                                                     | Sede    | Resultado              | Partidos | Goles |
| --------------------------------------------------------------- | ------- | ---------------------- | -------- | ----- |
| Clasificación para la Eurocopa Sub-21 de 2015                   | Europa  | No clasificó           | 2        | 0     |
| Ronda Élite para el Campeonato de Europa Sub-19 de la UEFA 2015 | Austria | No clasificó           | 3        | 0     |
| Clasificación para la Eurocopa Sub-21 de 2017                   | Europa  | En disputa[actualizar] | 8        | 0     |

### Absoluta
El 16 de mayo de 2016, fue convocado por primera vez a la selección mayor por Ante Čačić, en una lista preliminar de jugadores pensando en el Eurocopa.
Debutó con Croacia el 27 de mayo, ingresó en el segundo tiempo por Marcelo Brozović, se enfrentaron a Moldavia en un amistoso y ganaron 1 a 0. Disputó su primer partido, con 19 años y 43 días, utilizó la camiseta número 24.
Finalmente el técnico lo confirmó en la lista definitiva de 23 jugadores para jugar la Eurocopa 2016, en Francia. No tuvo minutos, llegaron hasta octavos de final y perdieron en la prórroga contra Portugal, selección que se quedó con el título.

#### Participaciones en absoluta
| Competición   | Sede    | Resultado        | Partidos | Goles |
| ------------- | ------- | ---------------- | -------- | ----- |
| Eurocopa 2016 | Francia | Octavos de final | 0        | 0     |

### Detalles de partidos
| Con Croacia | Con Croacia | Con Croacia | Con Croacia        | Con Croacia          | Con Croacia | Con Croacia | Con Croacia | Con Croacia              | Con Croacia |
| N.º         | Rival       | Resultado   | Fecha              | Lugar                | Competencia | Goles       | Asistencias | Cambio                   | Ref.        |
| ----------- | ----------- | ----------- | ------------------ | -------------------- | ----------- | ----------- | ----------- | ------------------------ | ----------- |
| 1           | Moldavia    | 1:0 (1:0)   | 27 de mayo de 2016 | Koprivnica · Croacia | Amistoso    | -           | -           | 46' por Marcelo Brozovic | 1           |
| 2           | San Marino  | 10:0 (6:0)  | 4 de junio de 2016 | Rijeka · Croacia     | Amistoso    | -           | -           | 75' por Marko Pjaca      | 2           |

## Estadísticas
Actualizado al 27 de abril de 2019.
| Club | Div.          | Temporada     | Liga  | Liga  | Liga   | Copas nacionales(1) | Copas nacionales(1) | Copas nacionales(1) | Torneos internacionales(2) | Torneos internacionales(2) | Torneos internacionales(2) | Total | Total | Total  |
| Club | Div.          | Temporada     | Part. | Goles | Asist. | Part.               | Goles               | Asist.              | Part.                      | Goles                      | Asist.                     | Part. | Goles | Asist. |
| --- | ------------- | ------------- | ----- | ----- | ------ | ------------------- | ------------------- | ------------------- | -------------------------- | -------------------------- | -------------------------- | ----- | ----- | ------ |
| G. N. K. Dinamo Zagreb · Croacia | 1.ª           | 2013-14       | 6     | 1     | 0      | 0                   | 0                   | 0                   | 0                          | 0                          | 0                          | 6     | 1     | 0      |
| G. N. K. Dinamo Zagreb · Croacia | 1.ª           | 2014-15       | 24    | 3     | 8      | 5                   | 1                   | 0                   | 4                          | 1                          | 1                          | 33    | 5     | 9      |
| G. N. K. Dinamo Zagreb · Croacia | 1.ª           | 2015-16       | 28    | 4     | 5      | 6                   | 1                   | 0                   | 7                          | 0                          | 1                          | 41    | 5     | 6      |
| G. N. K. Dinamo Zagreb · Croacia | 1.ª           | 2016-17       | 23    | 4     | 4      | 4                   | 3                   | 0                   | 9                          | 1                          | 1                          | 36    | 8     | 5      |
| G. N. K. Dinamo Zagreb · Croacia | 1.ª           | 2017-18       | 21    | 3     | 4      | 3                   | 1                   | 0                   | 3                          | 0                          | 0                          | 27    | 4     | 4      |
| G. N. K. Dinamo Zagreb · Croacia | Total club    | Total club    | 102   | 15    | 21     | 18                  | 6                   | 0                   | 23                         | 2                          | 3                          | 143   | 23    | 24     |
| A. S. Roma · Italia | 1.ª           | 2018-19       | 2     | 0     | 0      | 0                   | 0                   | 0                   | 1                          | 0                          | 0                          | 3     | 0     | 0      |
| A. S. Roma · Italia | Total club    | Total club    | 2     | 0     | 0      | 0                   | 0                   | 0                   | 1                          | 0                          | 0                          | 3     | 0     | 0      |
| Total carrera | Total carrera | Total carrera | 104   | 15    | 21     | 18                  | 6                   | 0                   | 24                         | 2                          | 3                          | 146   | 23    | 24     |
| (1)Incluidos los datos de la Copa de Croacia (2014/15, 2015/16) (2)Incluidos los datos de la Europa League (2014-15) y Champions League (2014-15, 2015-16, 2016/17) |               |               |       |       |        |                     |                     |                     |                            |                            |                            |       |       |        |

## Palmarés

### Títulos nacionales
| Título                  | Club                     | País      | Año  |
| ----------------------- | ------------------------ | --------- | ---- |
| Primera Liga de Croacia | G. N. K. Dinamo Zagreb   | Croacia   | 2014 |
| Primera Liga de Croacia | G. N. K. Dinamo Zagreb   | Croacia   | 2015 |
| Copa de Croacia         | G. N. K. Dinamo Zagreb   | Croacia   | 2015 |
| Primera Liga de Croacia | G. N. K. Dinamo Zagreb   | Croacia   | 2016 |
| Copa de Croacia         | G. N. K. Dinamo Zagreb   | Croacia   | 2016 |
| Copa de Eslovenia       | N. K. Olimpija Ljubljana | Eslovenia | 2021 |
| Superliga de Suiza      | F. C. Zürich             | Suiza     | 2022 |

### Distinciones individuales
| Distinción                                                                         | Año  |
| ---------------------------------------------------------------------------------- | ---- |
| Parte de los 50 mejores futbolistas sub-18 del mundo según medio Goal.com          | 2014 |
| Esperanza del año para la Federación Croata de Fútbol                              | 2015 |
| Parte de los 50 mejores futbolistas sub-18 del mundo según medio Goal.com          | 2016 |
| Parte de los 50 mejores futbolistas sub-20 del mundo según medio La Gazzetta       | 2016 |
| Parte de los 59 mejores futbolistas sub-21 del mundo (#20) según medio FourFourTwo | 2016 |